# Leucocidine de Panton-Valentine
La leucocidine de Panton-Valentine (LPV) est une toxine porogène (c'est-à-dire faisant des trous dans les membranes cellulaires). C'est une « toxine β-porogène », bi-composant, qui n'est produite que par Staphylococcus aureus (codée par les gènes lukSF-PV).

Elle est un facteur de virulence de Staphylococcus aureus et semble notamment être un facteur de gravité des infections de la peau et des muqueuses. En raison de polymorphismes mononucléotidiques (SNP) au niveau des gènes lukSF-PV qui la codent, il en existe des isoformes différentes (aux effets peut être différents).
Cette toxine est souvent impliquée dans des infections récurrentes telles que les abcès cutanés, ulcère du pied chez le diabétique, ou les fasciites nécrosantes. Son rôle a été mis en évidence dans des infections ostéo-articulaires sévères et dans de graves pneumonies nécrosantes mortelles,. La LPV crée des pores dans les membranes des cellules. Elle est produite à partir du matériel génétique d'un phage (bactériophage plus exactement).

## Histoire
La leucocidine de Panton-Valentine fut initialement découverte par Van de Velde en 1894 grâce à sa capacité à lyser les leucocytes.
Elle fut nommée d'après Sir Philip Noel Panton et Francis Valentine qui l'associèrent en 1932 aux infections des tissus mous,.

## Structure
La leucocidine de Panton et Valentine fait partie des toxines bactériennes dites synergohymenotropiques: elle est constituée de deux éléments qui agissent conjointement et ciblent les membranes. Séparées, les sous-unités ont une activité faible.
La LPV est une protéine composée de 2 sous-unités: LukS-PV et LukF-PV possédant respectivement 284 et 301 acides aminés. Ces dernières sont codées à partir de 2 gènes éponymes provenant du génome de bactériophages (phiPVL et phiSTL (Staphylococcus Leukocytolytic Toxin)). Elles sont sécrétées sous forme soluble par la bactérie. Chacune des sous-unité se fixe sur la membrane de la cellule cible par liaison à des récepteurs spécifiques. Elles s'associent après un changement conformationnel puis s'assemblent ensuite en un pore oligomérique. La structure précise du canal n'a pas encore été déterminée avec précision. L'hypothèse actuelle, basée sur l'α-hémolysine, suggère qu'il s'agit d'un homo-octamère.

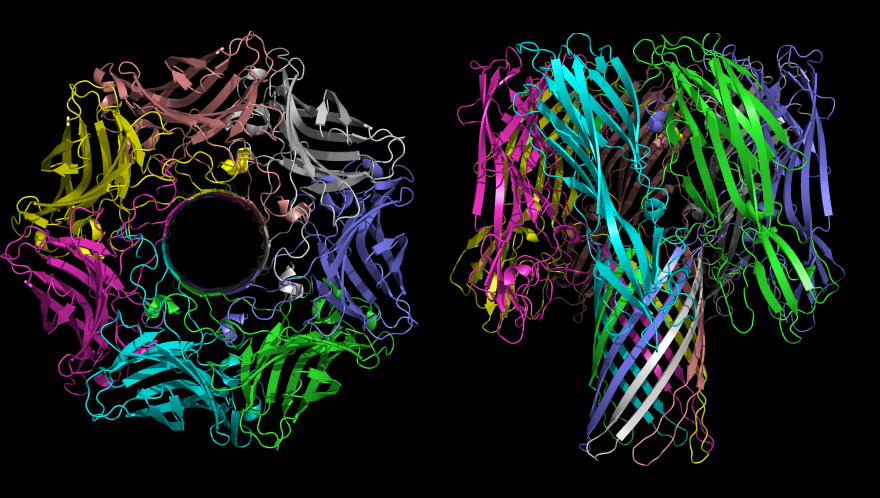
Structure du pore de l'α-hémolysine. Lien PDB: 7ahl.

Sous-unités de la leucocidine de Panton-Valentine
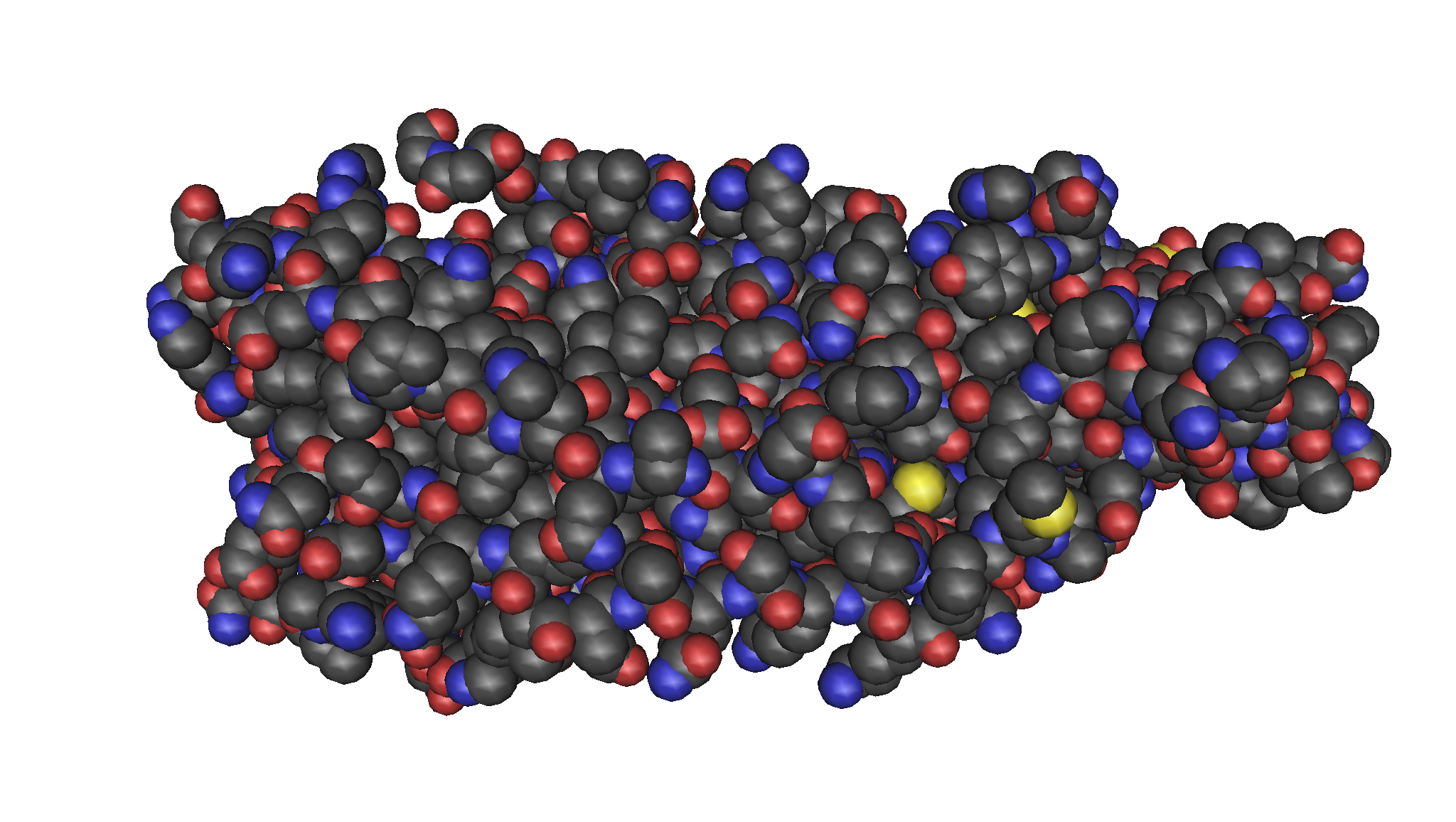
Sous-unité F, 1PVL.
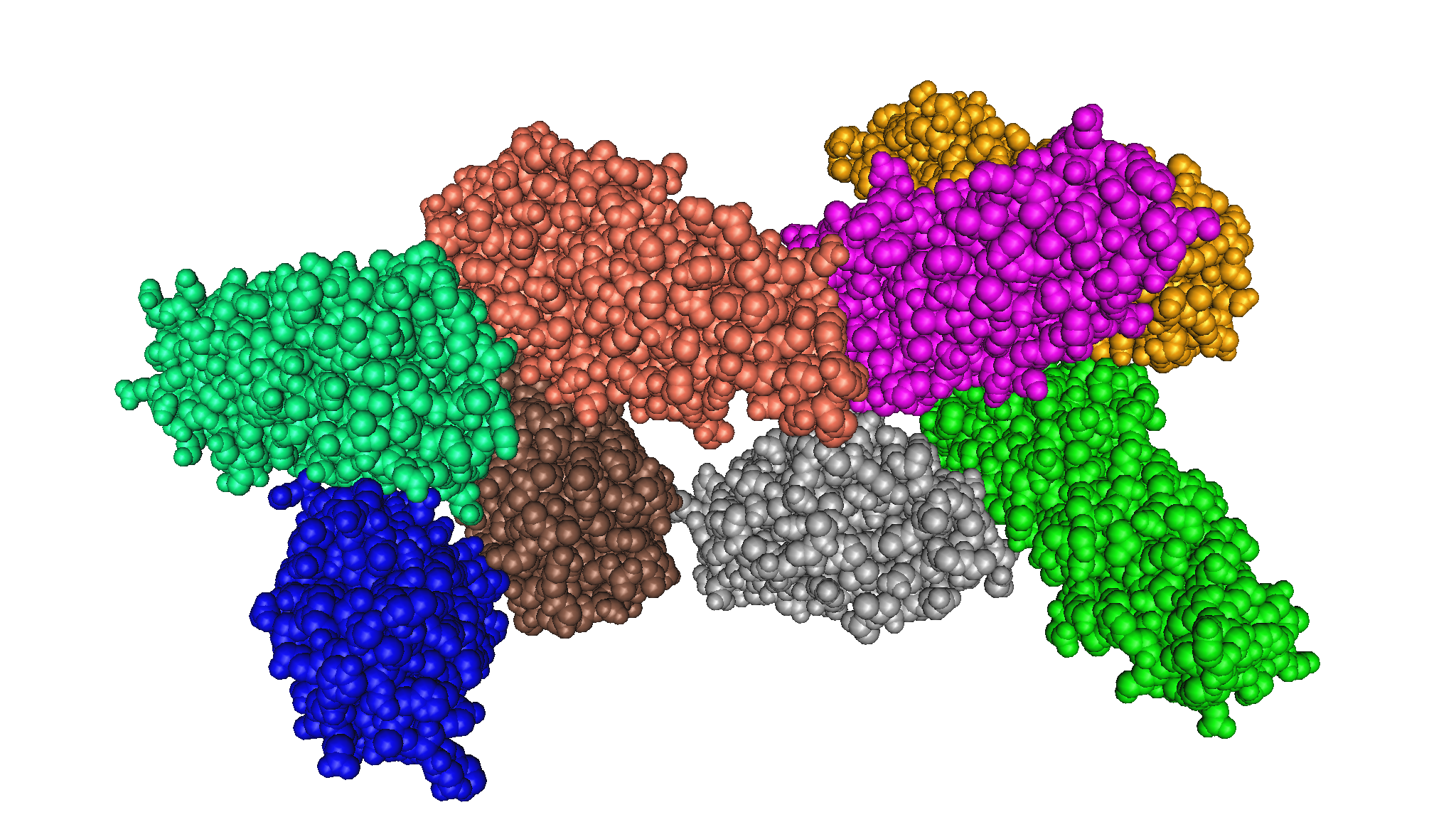
Sous-unité S, 1T5R.

Selon les travaux de la microbiologiste allemande Christiane Wirtz et de ses collègues en 2009, la transcription de la PVL codée par phage se fait dans l'opéron luk-PV  et elle est soumise à deux grands déterminants :
1. le « cycle de vie » du phage, et les régulateurs de virulence globaux de S. aureus, qui dépendent de son génome[10] ;
2. le « fond chromosomique » de l'hôte, qui influe grandement sur l'induction et la réplication du prophage[10].

Un réglage fin semble exister entre certains phages et leur hôte bactérien, réglage qui a « un impact majeur sur l'expression des gènes de virulence codés par phages ».

## Physiopathologie
Les exotoxines comme la LPV sont des facteurs de virulence essentiels pour les bactéries: elles lysent les cellules de l'hôte qui, converties en nutriments, facilitent leur multiplication.
La leucocidine forme des pores dans la membrane des cellules. Elle cible plus particulièrement les polynucléaires neutrophiles, les monocytes et les macrophages. Quand la concentration membranaire de pores est élevée, la cellule entre en apoptose via la voie mitochondriale (ou intrinsèque). Il a été montré in vitro que de fortes concentrations provoquent la nécrose de la cellule.
Elle est également responsable de sécrétion de substances pro-inflammatoires (cytokines, interleukines). De plus, elle active les polynucléaires neutrophiles qui produisent alors des enzymes et des espèces réactives de l'oxygène (ERO) comme l'anion superoxyde. Ces substances, également libérées au cours de la lyse des leucocytes sont 2 éléments aggravant les lésions tissulaires
. La nécrose est susceptible de s'auto-amplifier: en effet les leucocytes attirés vers l'inflammation par chimiotactisme sont lysés à leur tour, relarguent leur contenu ce qui induit une nécrose de l'environnement tissulaire (le parenchyme pulmonaire dans le cas d'une pneumopathie nécrotique). Cela mène à  une exacerbation et un entretien de la réaction inflammatoire.
La LPV régule aussi l'expression de protéines bactériennes comme la protéine A (SpA), une adhésine, qui est un autre facteur de virulence important de S. aureus enrayant la phagocytose. Il a été montré sur un modèle murin que l'expression unique de Spa ou de la PVL induit une pneumonie non mortelle mais que l'expression simultanée des 2 molécules conduit au décès de l'animal
Les études menées par Julanielle(1922) et d'autres chercheurs après lui ont déterminé que la leucocidine ne possède pas d'activité hémolytique.

## Épidémiologie & Clinique
La leucocidine de Panton-Valentine est produite principalement (mais pas exclusivement), par les Staphylococcus aureus résistants à la méticilline ou SARM. Ces derniers sont plus fréquemment d'origine communautaire et non hospitalière, et ont déjà été retrouvées dans le lait de vaches atteintes de mammites (pis dans ce cas infecté et colonisation par le SARM, également déjà à signalé chez des animaux de compagnie et des animaux de la chaîne alimentaire, montrant que le SARM est aussi un pathogène zoonotique important du point de vue vétérinaire et du point de vue One Health)  Elles sont la cause d'une augmentation du nombre d'infections cutanées dans le monde, et notamment en Europe et aux États-Unis,,. Même si ce pays est plus touché, plusieurs cas ont néanmoins été relevés en France.
La leucocidine de Panton-Valentine induit une destruction des leucocytes et joue ainsi un rôle important dans un certain nombre d'infections bactériennes mortelles. Les infections à S. aureus PVL(+)) sont habituellement associées à des abcès cutanés ou des furoncles volumineux, souvent récidivants.
Elle est également isolée lors d’infections ostéoarticulaires sévères et plus rarement de pneumopathies gravissimes, souvent létales, comme en témoigne la survenue de plusieurs décès par pneumonie chez des enfants en 1999 aux États-Unis. Elle constitue un facteur de gravité des infections, peut être particulièrement par ses effets en début d'infection, selon une étude (2011) faite chez le lapin.

## Prévention & Traitement
La prévention des infections bactériennes repose sur les règles élémentaires d'hygiène.
Avant la prescription du traitement, un antibiogramme est recommandé. Il permet d'adapter l'antibiothérapie suivant la résistance et la sensibilité de la souche (cas des SARM).
La clindamycine, la lincomycine (lincosamides) et le linézolide enrayent la traduction des protéines et donc la synthèse de la leucocidine. Le TEGELINE, un médicament à base d'immunoglobulines G polyvalentes, permet une neutralisation directe de la toxine,
,.
Certaines classes d'antibactériens comme les bêta-lactamines (amoxicilline) ou les glycopeptides (vancomycine)  provoquent une libération massive de leucocidine.